# Irene Kopelman
Irene Kopelman (Córdoba, Argentina, 1974) es una artista argentina que actualmente reside en los Países Bajos. Se caracteriza por su interés en la relación entre el arte y las ciencias naturales.

## Biografía
Kopelman nació en Córdoba, Argentina, y cursó sus estudios en la Facultad de Artes de la Universidad Nacional de Córdoba. En 2002 se trasladó a Ámsterdam, Países Bajos, para formar parte de un programa de dos años en la academia de científicos, artistas y filósofos Rijksakademie van beeldende Kunsten. Desde entonces divide su tiempo entre su país adoptivo y su país natal.
Kopelman está interesada en los Modelos de investigación científica y el ordenamiento de las ideas, de lo universal a lo singular. Pone énfasis en la complejidad pero también en la simplicidad. El diario La Nación describió su arte como la capacidad de «Concentrarse hasta el punto de olvidarse de uno mismo. Perderse, lograr que el cuerpo se perciba como una esencia y que la mente siga el camino».
En su opinión, los dibujantes científicos y los artistas tienen «ojos entrenados» en detalles, pero son los últimos los que se distinguen por sacrificar la objetividad en beneficio del dibujo. Su arte es sobre la investigación científica, pero también sobre la atracción estétetica de los objetos.
Kopelman describió un elemento como «un modo ser ser simple» que servía como un inicio o una disolución. Para ella se trata de encontrar «metáforas de la simplicidad, la reducción [...] y la concentración».
Kopelman ha participado en la Bienal Centroamericana. En marzo de 2018 presentó en el Museo de Arte Latinoamericano de Buenos Aires la exposición Puntos Cardinales con obras realizadas luego de emprender viajes al interior de Argentina con grupos de científicos. La curadora de la exposición describió el trabajo como la muestra de que «una forma poética puede alimentarse de un método riguroso».